# شلحه
شلحه، روستایی است از توابع بخش مرکزی شهرستان خرمشهر در استان خوزستان ایران. امیرحسین تمیمی دهیار
از سال ۱۳۹۶ تاکنون

## جمعیت
این روستا در دهستان حومه شرقی  قرار داشته و براساس آخرین سرشماری مرکز آمار ایران که در سال ۱۳۸۵ صورت گرفته، جمعیت آن  ۲۹۷نفر (۵۱خانوار) بوده‌است.